# Mrs. Dane's Defense (film)
Mrs. Dane's Defense er en amerikansk stumfilm fra 1918 af Hugh Ford.

## Medvirkende
- Pauline Frederick - Felicia Hindemarsh
- Frank Losee - Danile Carteret
- Leslie Austin - Lionel Carteret
- Maude Turner Gordon - Eastney
- Ormi Hawley - Janet